# عراصم (لحج)
عراصم هي إحدى قرى الجمهورية اليمنية. تتبع جغرافيا لمحافظة لحج و إداريًا لمديرية القبيطة. يبلغ تعداد سكانها 1910 نسمة حسب الإحصاء الذي أجري عام 2004.